# Schneeberg (monte)
Il Schneeberg (2.076 m s.l.m.) è una montagna delle Alpi Settentrionali di Stiria. Si trova nel land austriaco della Bassa Austria e ne costituisce il punto più elevato.
È costituita da due vette principali: il Klosterwappen (2.076 m) ed il Kaiserstein (2.067 m).